# Качконосий бичок-пуголовка
Качконосий бичок-пуголовка (Anatirostrum profundorum) — рідкісний глибоководний вид риби з родини бичкових. Належить до монотипового роду Anatirostrum.
Риба сягає довжини 3,9 см. Зустрічається на півдні Каспійського моря, на глибинах 294—294 м. Ендемік Каспійського моря.